# Courgenay
Courgenay é uma comuna francesa na região administrativa de Borgonha-Franco-Condado, no departamento de Yonne. Estende-se por uma área de 28,94 km². Em 2010 a comuna tinha 580 habitantes (densidade: 20 hab./km²).